# 稲垣田龍

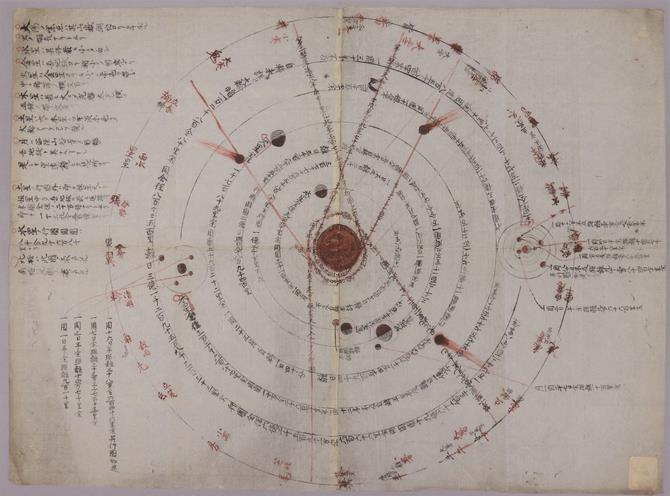
稲垣田龍による地転新図附属天文図 （弘化3年、1846）

稲垣田龍（いながき でんりゅう、1789年 - 1861年12月9日）は、江戸時代の日本の天文学者、武術家、教育者。暦学や天文観測に貢献した。

## 生涯

### 生い立ち
寛政元年（1789年）3月、武蔵国足立郡鈴谷村で名主の稲垣新右衛門の子として生まれる。諱は玄節、正雄、字は仙松、号は田龍、剛弼という。
田龍の生まれた鈴谷村は正保期（1644-1648)に旗本保々・牧両氏の知行地であり、元禄元年（1688年）牧氏の知行地は幕府の直轄地となったため、保々氏の支配地を上組、幕府代官の支配地を下組と呼ぶ。稲垣家は、代々鈴谷村下組・鈴谷村新田新右衛門組の名主を務めており、のちに田龍も名主を継いだ。

### 武術家としての活動
幼い頃から武道に親しみ、初めは石井氏から「戸田流棒術」を学び、やがて、江戸で小野派一刀流の流れをくむ高橋玄門斎展歴の門下生となり、剣術・柔術を学んだ。
文化元年（1804年）1月、16歳の時に「兵法秘術巻」を伝授された。この時のあて名が稲垣新右衛門玄節となっており、田龍が少年時代から江戸に出て修行していたことがわかる。
剣術は伊藤一刀斎景久の流れをくむ一刀流で、文政2年（1819年）9月31歳の時「一刀兵法目録」を伝授されている。この時のあて名は稲垣仙松。
文政7年(1824年)36歳で玄門斎から「無海流目録」を伝授されている。剣術・棒術ともに奥義を究めた。

### 天文学者としての活動
江戸での武術修行と並行して、当時深川で広斉舎という私塾を開いていた幕臣の浅野野水に入門し、西洋流の天文学や暦学などを学んだ。入門した時期は不明だが、文政3年（1820年）31歳の時に「天文風説図」を書き写しており、前年に「一刀流兵法目録」を伝授されていることから、これを契機に天文学・暦学の研究を始めたのではないかと考えられる。
「天文風説図」は、文政三年六月朔日写之　稲垣仙松と署名されている。内容は気象についての記述が大半であり、天文に関することは少ないが、巻頭に星座が図示され、続いて気象現象や予報について記されている。陰陽論に基づく解釈や漢書からの引用があり、西洋学の影響は認められない
「暦日早繰集・天象星銘録並附録」は、師である浅野北水が文化9年（1812年）に著したものを文政3年（1820年）7月に写したものである。内容は暦の算出方法と星の名前、位置を言葉で表したもので、図示されたものは、文政4年（1821年）に待野大梁が作成した全天星図「天文図」が残されている。大きさ2.53m×7.25mの大きなもので、中国式の星座名で表されている。
「三説造化論」師である浅野北水が著したものを文政7年（1824年）に写したもの。三説とは天動説・地動説・須弥山説で、それぞれの宇宙観と自然現象について書かれている。漢学の知見だけでなく蘭学の知識に基づいて、融合した内容が書かれている。第1の天文部にはオランダ語、ラテン語の記述がある。末尾に浅野北水先生門人、稲垣仙松書写とあり、36歳の田龍が江戸に在住し、「無海流棒術目録」を伝授された同年に並行して浅野北水に師事して学んでいたことがわかる。
天保14年（1843年）には「望気の図および覚」を書き残している。望気は観天望気であり、天気予報のようなもので、観察を描き、覚書を記したものである。蝗害・疫病・大水・豊作を予想することは、農業国では重要な意義のあるものである。田龍の天文暦学研究のねらいは、農業の発展にあったのではないかと推測される。
「地転新図」は弘化3年（1846年）6月に「徴古究理堂正本地転新図」の解説文を写したもので、地動説の始まりからコペルニクスによる学説の確立、カッシーニやニュートンによって大成したことなどが記されている。巻末には「余文化年間より始めて地動家説本教に近きよしを論ず」と書かれており、田龍が若いころから地動説を支持していたことがわかる。これと一組である地動説に基づいた西洋流の天体図「天文図すなわち地転新図（大きさ40cm×55.1㎝）」を写しており、惑星の円軌道、星の直径、公転・自転の周期、太陽からの距離などが記されている。これは与野郷土資料館に展示されている。
多くの資料を稲垣家文書に残しており、自然科学関係資料43点が与野市文化財に指定されている。

### 晩年

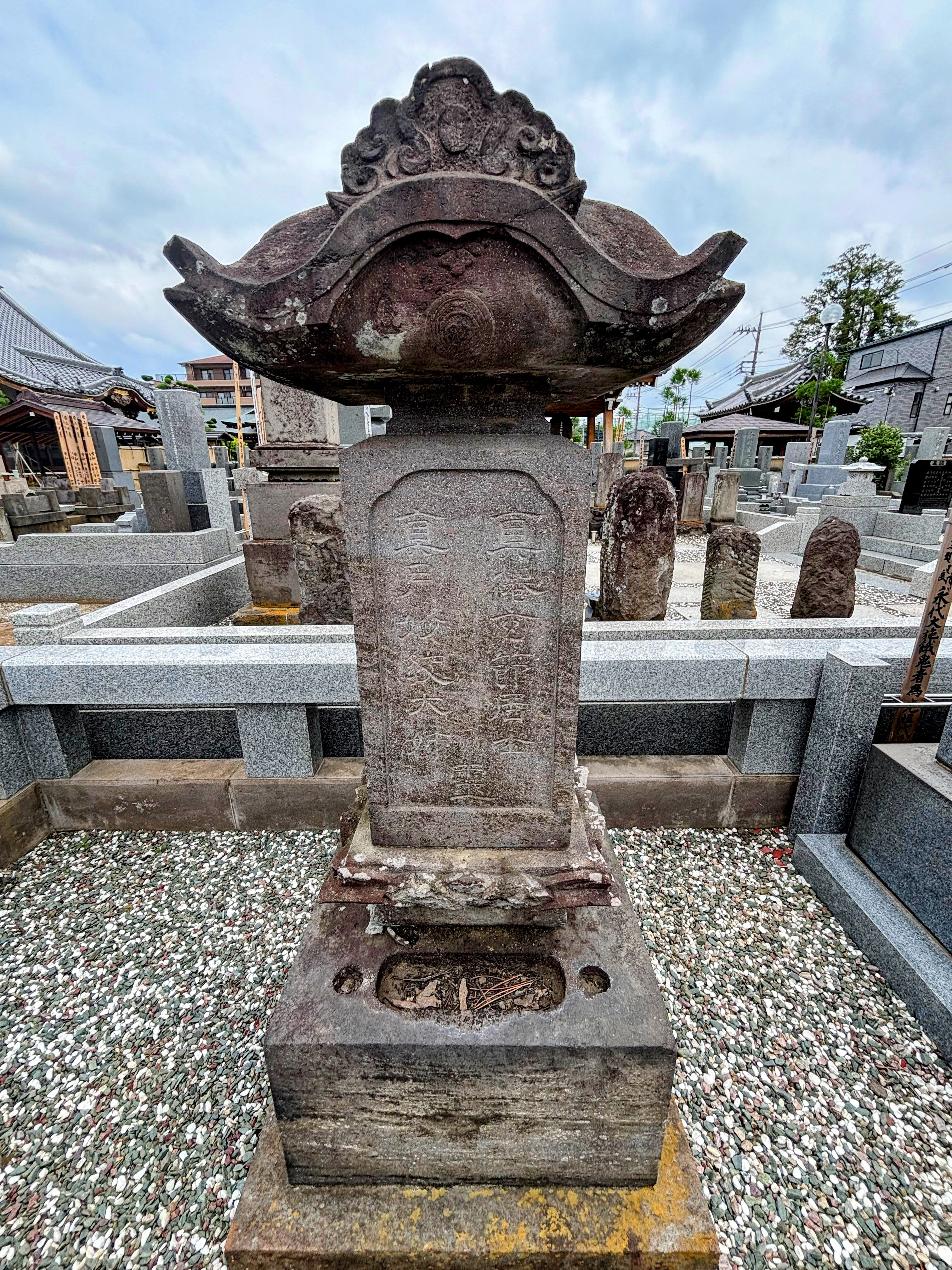
さいたま市中央区妙行寺にある稲垣田龍の墓

晩年も武道を学び、越後流兵学家の加藤昇三郎景淳から安政2年（1855年）67歳で「上杉謙信公所感照天一貫之図」を、ついで安政3年（1856年）に「伝統（上杉謙信軍法印可状）」を授与され、剛弼の号を贈られている。
安政5年（1858年）70歳で詳細な天体図を書き写しており、これが天文関係の最後の作である。
稲垣家過去帳によると、家族は父母と姉で、与野町の岩崎利八の娘しんと結婚したが、子に恵まれず、幕臣で御弓組の山本源五郎の次男（嫡子との説もある）の茂吉を7歳のころ養子とした。茂吉は後に墓碑を建立した稲垣新右衛門正就である。
田龍は鈴谷村で道場を開き、文武の両方で多くの人の指導にあたった。入門者は数百人といわれ、武道の修行者が田龍を訪ねることもあった。国学者の井上頼圀などに和算を教授した大熊渓雲などが弟子と伝えられる。
鈴谷村の名主として晩年まで農業にも勤しみ、村人の模範となるような生活で人々から尊敬されていた。
文久元年（1861年）12月9日73歳に病気で没し、妙行寺の稲垣家墓地に埋葬された。
文久2年10月に養子の稲垣新右衛門正就が田龍と妻しんの墓を建立した。墓碑は3段で、屋根のような上段の中央には稲垣家の家紋が彫刻されている。中段が碑面で、正面には田龍の戒名真僊玄節居士、しんの戒名真月妙教大姉と彫られている。左側面から背面、右側面にかけて田龍が各種の武術を極めたこと、天文学のほか国学、神道を教え、その名声は遠方にも届き数百人の人が教えを乞うたこと、それでもへりくだった態度だったため、弟子たちは心服していたこと、子がなかったため、山本家の次男を養子とし、この養子が墓誌を建立したことが刻まれている。墓誌の書と撰文は小泉蘭斎である。小泉蘭斎は浦和で漢学の私塾を開き、生前の田龍と交流があり、田龍と同じく多くの門人に慕われたとのこと。
平成4年12月鈴谷の天神社 (さいたま市中央区)に稲垣先生の碑が建立された。

## 稲垣家文書
稲垣家文書は稲垣家が所蔵する慶安2年（1649年以降）の302点文書である。稲垣家は鈴谷村の名主であり、村政、租税などの年貢関係資料が約3分の２である。
稲垣田龍に関する資料は、文書のうち天文関係資料は43点である。そのほか兵法、棒術の目録や秘伝書、神道関係書、和歌等がある。

### 主な田龍関係文書
- 「暦日早繰集・天象星銘録並附録」浅野北水が著したものを田龍が写したもので、暦の算出方法と星の名前を記したもので附録は星の位置が記されている[12]。
- 「三説造化論」三説とは天動説・地動説・須弥山説それぞれの宇宙観と自然現象について書かれている。漢学の知見だけでなく蘭学の知識に基づいて書かれている[12]。
- 「地転新図」文政10年（1828年）に一枚刷りの図として発行された「徴古究理堂正本地転新図」の解説文を田龍が要約したもの[12][9]。地動説に基づいて書かれている。
- 「兵法秘術巻」は文化元年（1804年）に高橋玄門斎より伝授された秘伝書。この授与より15年後の文政2年（1819年）には「一刀流兵法目録」、20年後の文政7年には　「無海流目録」授与されている[9]。